# 木質材料
木質材料（もくしつざいりょう）とは、原料の木材を大小のエレメント（構成要素）に分解し、再構成した材料をいう。製造されたエレメントは主に接着剤を用いて軸材料、面材料へと再構成される。例外として、ファイバーボードの一種であるハードボードは接着剤を殆ど使用せず、木材に含まれるリグニンの作用で結着させる。通常製材しただけのものは木質材料には分類されない。また、異なる種類の木質材料を組み合わせたものも存在する。すなわち、木質材料とは、木材を人工的に再構成した材料の最上位概念を指す言葉である。
木質材料に意味や用法が類似する言葉として、「木質製品」、「木質建材」、「木質素材」、「改良木材」、「木質部材」等が見受けられる。
接着剤が被着材同士を接着する原理には、機械的接着、化学的接着、物理的接着の3種類がある。
機械的接着とは、多孔質の被着材の孔に接着剤が浸透して硬化することで、釘や杭の役割を発揮することを指す。アンカー効果、投錨効果とも呼ばれる。
化学的接着は、被着材と接着剤との間で化学反応が起こることで、それぞれの分子同士が結合することを指す。
物理的接着は、被着材と接着剤、あるいは接着剤内において、分子同士が引き付け合う分子間力(ファンデルワールス力)によって接着することを指す。
木材は多孔質であり、接着において上記のうち機械的接着の恩恵を大きく受ける。そしてその恩恵は、エレメント同士の表面積が多いほど、大きく受けることができる。また、場合によっては接着剤単体を固めて固体化した材料よりも強い強度を得ることも可能である。したがって、接着剤単体よりもコストを抑えつつ、所望の強度を有する材料を得ることも可能である。
木質材料は、単に利用価値の低いエレメントや廃材等を再利用する目的に留まらず、接着剤のアンカー効果を最大限に活かした材料でもある。特に近年発展した種々のエンジニアリングウッドは、接着剤のアンカー効果とエレメント単体の強度を巧みに組み合わせて、製材では得られない強度特性を実現することに成功している。

## 面材料
建築において、床、壁、天井に相当する、面の部分を構成する材料である。木質面材料と呼ぶ場合もある。
以下、合板→配向性ストランドボード→パーティクルボード→ファイバーボードの順に、構成要素の大きさが小さくなる。
- 合板
  - 構造用合板
- 配向性ストランドボード(OSB)
- パーティクルボード
- ファイバーボード
  - インシュレーションボード
  - 中密度繊維板（MDF）
  - ハードボード

以上のうち、パーティクルボードとファイバーボードを総称して「木質ボード」と呼ぶ。

## 軸材料
建築において、柱や梁等に相当する、軸の部分を構成する材料(角材)である。木質軸材料と呼ぶ場合もある。
- 集成材
- 単板積層材 (LVL)
- クロス・ラミネーティッド・ティンバー(直交集成板)
- パラレルストランドランバー(パララム)（英語版）
- IビームまたはI型ジョイスト[12]

OSBの両端にLVLの角材を嵌め込んだラーメン構造の補強材。